# Aventuri în Zambezia
Aventuri în Zambezia (sau Zambezia) este un film animat, lansat în 2013, regizat de Wayne Thornley și scris de Andrew Cook, Raffaella Delle Donne, Anthony Silverston și Wayne Thornley.
Este produs de Triggerfish Animation Studios și distribuit de CMG (international), Sony Pictures (Teritoriile englezești) și Empire Film (România).

## Sinopsis
Kai e un șoim ce trăiește alături de tatăl său, Tendai. Cei doi duc o viață liniștită în mijlocul pustietății africane până când apar Cecil și Tini, care duc niște ouă în Zambezia. Kai, care nu auzise de Zambezia până atunci, se supără pe Tendai și decide să plece în descoperirea acestui oraș dedicat păsărilor. Odată ajuns acolo dorește să se alăture Hurricanes, trupă de elită ce apără orașul. Doar că planul său nu decurge așa cum și-ar dori. Odată ajuns în Zambezia, Kai îl întâlnește pe Ezee, care îi  face turul orașului. Kai o cunoaște pe Zoe, un alt șoim ce trăiește în oraș, și fiica conducătorului orașului. În tot acest timp, Tendai pleacă în căutarea fiului său însă descoperă fără să vrea planul lui Budzo, o șopârlă, care dorește să cucerească Zambezia și să mănânce toate ouăle de acolo. Înainte ca Tendai să poată face ceva, este prins de Budzo și ținut prizonier. Kai, Zoe și alte păsări ce nu au mai luptat niciodată vor trebui să apere Zambezia de Budzo.